# Parafia św. Mikołaja w Maluszynie
Parafia Świętego Mikołaja Biskupa Wyznawcy w Maluszynie – parafia rzymskokatolicka w Maluszynie. Należy do Dekanatu Gidle archidiecezji częstochowskiej. W parafii posługują księża diecezjalni.

## Rys historyczny
Pierwsze wzmianki o zorganizowanym życiu kościelnym w Maluszynie pochodzą z 1412 roku, przy czym Maluszyn jako wieś szlachecka, znany był dwa wieki wcześniej. W 1266 roku książę sieradzki Leszek Czarny wydał tutaj dokument sprzedaży wójtostwa w mieście Radomsko i wsi Stobiecko Godunowi.
Najstarszy opis parafii i kościoła w Maluszynie pozostawił arcybiskup gnieźnieński Jan Łaski w Liber beneficiorum z początku XVI w. Wizytujący probostwo w Maluszynie zaznaczył, że kościół tutejszy nosił tytuł św. Krzyża i św. Mikołaja. Plebanem jego był Szymon z Kurzelowa, który na to stanowisko został przedstawiony przez Andrzeja Pukarzewskiego, dziedzica wsi. Parafia posiadała także wikarego i nauczyciela szkoły parafialnej. Podstawą utrzymania tych trzech osób była dziesięcina. Ponadto proboszcz posiadał 2 pola z nadania dziedzica. Własne uposażenie posiadali także wikariusz i nauczyciel. Do parafii należały wówczas wsie: Mosty, Gościęcin, Budzów, Silniczka, Ruda Arcybiskupia, Ruda Pukarzowskiego, Łazów, Wola, Sudzin i Sudzinek oraz Barycz. Wierni nie płacili żadnych ofiar na kościół, a jedynie pracowali na polu proboszczowskim jeden dzień w tygodniu. Dla kapituły gnieźnieńskiej była przeznaczana dziesięcina z ziem kmiecych i ze wsi Gościęcin. Tylko z karczmy i młyna w Baryczy dziesięcina była przekazywana po połowie dla proboszcza w Maluszynie i w Niedośpielinie.

## Kościół parafialny
Źródła do dziejów Maluszyna wymieniają dotychczas trzy świątynie parafialne. Dwie pierwsze były drewniane. Najdawniejszy kościół (znany jako pierwszy), został ufundowany przez dziedzica Pawła Pukarzewskiego w 1562 roku. Świątynia służyła wiernym do 1677 roku, kiedy to spłonęła podczas pożaru wsi. Kolejny kościół w Maluszynie wybudowany został staraniem ks. Stanisława Białoczyńskiego w 1680 roku. Niestety świątynia podzieliła los poprzedniej, spłonęła w 1777 roku. Budowę nowego kościoła, z kamienia i cegły, rozpoczął jeszcze w 1777 ks. Jakub Kochankiewicz, kontynuował ks. Michał Kulesza, a ukończył o. Eleutery Miechowicz w 1787 roku. W ołtarzu głównym umieszczono obraz Matki Bożej Pocieszenia, ozdobiony koroną i srebrną sukienką. Staraniem ks. Franciszka Stalińskiego świątynia została konsekrowana 17 września 1903 roku przez bpa Stanisława Zdzitowieckiego. Parafia Maluszyn należała w tym czasie do diecezji włocławskiej. Duże zasługi dla uposażenia kościoła ponieśli właściciele Maluszyna – Ostrowscy, fundując także nową, murowaną kaplicę św. Barbary na cmentarzu parafialnym w 1895 roku.

## Zasięg parafii
Po dokonaniu zmian granic administracji kościelnej w Polsce, od 1925 r. parafia Maluszyn należy do diecezji częstochowskiej, dekanatu gidelskiego. Do parafii należą wierni będący mieszkańcami następujących miejscowości: Maluszyn, Barycz, Błonie, Budzów, Ciężkowiczki, Czarny Las, Ferdynandów, Kąty, Łazów, Mosty, Silniczka, Sudzin, Sudzinek i Wola Życińska.

## Proboszczowie
- ks. Bonawentura Metler (1932–1934), zamordowany przez niemieckiego okupanta w Parzymiechach.
- ks. Bernard Kobielski (1932–1943)
- ks. Józef Zawadzki (1943–1944)
- ks. Henryk Antkiewicz (1944–1959)
- ks. Jan Brunak (1959–1961)
- ks. Lucjan Kobiński (1961–1969)
- ks. Czesław Kempa (1969–1975)
- ks. Jan Krawiec (1975–1980)
- ks. Eugeniusz Stefaniak (1980–1983)
- ks. Jan Boryczka (1983–1984)
- ks. Józef Kruszec (1984–2005)
- ks. Jerzy Grzyb (2005–2015)
- ks. Tadeusz Jarząbek (2015–2018)
- ks. Grzegorz Patek (od 2018)

## Jubileusz 600-lecia
W r. 2012 parafia świętowała jubileusz 600-lecia istnienia. Z tej okazji w dniu 20 października 2012 roku w kościele parafialnym św. Mikołaja w Maluszynie zorganizowano okolicznościowe sympozjum naukowe oraz wydano księgę jubileuszową, dokumentującą dzieje ośrodka kościelnego w Maluszynie. W 2012 r. parafia otrzymała relikwie św. Jana Pawła II z Rzymu.